# Berg, Ahrweiler
Berg là một xã thuộc huyện Ahrweiler, trong bang Rheinland-Pfalz, phía tây nước Đức. Xã Berg, Ahrweiler có diện tích 19,07 km², dân số thời điểm ngày 31 tháng 12 năm 2006 là 1459 người.
Xã Berg gồm các làng: Berg, Freisheim, Krälingen, Häselingen, Vellen và Vischel.